# أنطونيو سيلفا (مقاتل)
أنطونيو كارلوس «بيغ فوت» سيلفا (بالبرتغالية: Antônio Carlos "Bigfoot" Silva؛ مواليد 14 سبتمبر 1979) هو مُقاتل فنون قتالية مختلطة برازيلي مُعتزل وملاكم كيك بوكسينغ نافس سابقًا في فئة الوزن الثقيل. نافس سيلفا في يو إف سي وسترايك فورس وإيليت إكس سي وقفص الغضب وإيه إم سي ليالي القتال وطريق النصر العالمي وكيه-1 وقفص المحاربين. وهو بطل إيليت إكس سي للوزن الثقيل السابق وبطل قفص الغضب للوزن الثقيل وبطل قفص المحاربين للوزن الثقيل.

## الخلفية
بدأ سيلفا، الذي ينحدر أصله من برازيليا، مقاطعة فيدرالية، التدريب على رياضة الكاراتيه في سن الرابعة، وحصل على الحزام الأسود في سن الثانية عشرة. بعد 14 عامًا من التدريب على رياضة الكاراتيه، انتقل سيلفا إلى رياضة الجيو جيتسو البرازيلية والجودو في سن السابعة عشرة.

## حياته الشخصية
في أواخر عام 2020، تبنى سيلفا شقيقين توأم في موطنه البرازيل.

## البطولات والإنجازات
فنون القتال المختلطة
- بطولة إم إم إيه لنيل
  - بطولة لنيل للوزن الثقيل (مرة واحدة)
- إيليت إكس سي
  - بطولة إيليت إكس سي للوزن الثقيل (مرة واحدة، الأول، والأخير)
- قفص الغضب
  - بطولة قفص الغضب للوزن الثقيل (مرة واحدة، الأخير)
- قفص المحاربين
  - بطولة قفص المحاربين للوزن الثقيل (مرة واحدة)
  - دفاع ناجح عن اللقب
- سترايك فورس
  - نصف نهائي بطولة جائزة سترايك فورس الكبرى للوزن الثقيل لعام 2011
- يو إف سي
  - أفضل ضربة قاضية في الليلة (مرة واحدة) ضد أليستير أوفيريم
    - جوائز النصف الأول من عام 2013: أكبر مفاجأة في النصف الأول من عام 2013 ضد أليستير أوفيريم[10]

  - قتال الليلة (تم مصادرته بعد أن ثبتت إيجابية اختبار هرمون التستوستيرون المرتفع)

## سجل فنون القتال المختلطة
| السجل المهني |        |          |
| 35 نزال      | 19 فوز | 15 خسارة |
| ضربة قاضية   | 15     | 12       |
| إخضاع        | 2      | 0        |
| قرار القضاة  | 2      | 3        |
| بدون قرار    | 1      | 1        |

| النتيجة | السجل     | الخصم             | الطريقة                              | الحدث                                            | التاريخ        | الجولة | الوقت | المكان                                       | الملاحظات |
| ------- | --------- | ----------------- | ------------------------------------ | ------------------------------------------------ | -------------- | ------ | ----- | -------------------------------------------- | --- |
| خسر     | 19–15 (1) | سليم الاوسايدي    | قرار القضاة (بالإجماع)               | قتال المملكة 1                                   | 10 يونيو 2023  | 3      | 5:00  | غرونوبل، فرنسا                               | |
| خسر     | 19–14 (1) | أوليج بوبوف       | ضربة قاضية (بلكمة)                   | سلسلة فنون القتال المختلطة 53                    | 24 يونيو 2022  | 2      | 0:15  | موسكو، روسيا                                 | |
| خسر     | 19–13 (1) | كوينتين دومينغوس  | ضربة فنية قاضية (باللكمات)           | ميجان فايتنج 9: تحت السماء المشرقة               | 13 يونيو 2021  | 2      | 0:30  | شاباتس، صربيا                                | |
| خسر     | 19–12 (1) | فيتالي ميناكوف    | ضربة قاضية (باللكمات)                | ليالي القتال العالمية 68: بافلوفيتش ضد موخناتكين | 2 يونيو 2017   | 2      | 1:37  | سانت بطرسبرغ، روسيا                          | |
| خسر     | 19–11 (1) | إيفان شتيركوف     | قرار القضاة (بالإجماع)               | ترويج تيتوف للملاكمة: شتيركوف ضد سيلفا           | 18 نوفمبر 2016 | 3      | 5:00  | يكاترينبورغ، روسيا                           | |
| خسر     | 19–10 (1) | روي نيلسون        | ضربة قاضية (باللكمات)                | يو إف سي ليلة القتال: سايبورغ ضد لانسبيرج        | 24 سبتمبر 2016 | 2      | 4:10  | برازيليا، القطاع الفدرالي، البرازيل          | |
| خسر     | 19–9 (1)  | ستيفان ستروف      | ضربة قاضية (بالمرفقين)               | يو إف سي ليلة القتال: أوفيريم ضد أرلوفسكي        | 8 مايو 2016    | 1      | 0:16  | روتردام، هولندا                              | |
| خسر     | 19–8 (1)  | مارك هنت          | ضربة فنية قاضية (باللكمات)           | يو إف سي 193                                     | 15 نوفمبر 2015 | 1      | 3:41  | ملبورن، أستراليا                             | |
| فاز     | 19–7 (1)  | سوا باليلي        | ضربة فنية قاضية (باللكمات)           | يو إف سي 190                                     | 1 أغسطس 2015   | 2      | 0:41  | ريو دي جانيرو، ولاية ريو دي جانيرو، البرازيل | |
| خسر     | 18–7 (1)  | فرانك مير         | ضربة قاضية (بالمرفقين)               | يو إف سي ليلة القتال: بيغ فوت ضد مير             | 22 فبراير 2015 | 1      | 1:40  | بورتو أليغري، ريو غراندي دو سول، البرازيل    | |
| خسر     | 18–6 (1)  | أندراي أرلوفسكي   | ضربة قاضية (باللكمات)                | يو إف سي ليلة القتال: بيغ فوت ضد أرلوفسكي        | 13 سبتمبر 2014 | 1      | 2:59  | برازيليا، القطاع الفدرالي، البرازيل          | |
| ب.ف     | 18–5 (1)  | مارك هنت          | بدون فائز (انقلبت)                   | يو إف سي ليلة القتال: هنت ضد بيغ فوت             | 7 ديسمبر 2013  | 5      | 5:00  | بريزبان، أستراليا                            | قتال الليلة. تم إلغاء التعادل بالأغلبية بعد أن أثبتت الاختبارات وجود مستويات مرتفعة من هرمون التستوستيرون في دم سيلفا. |
| خسر     | 18–5      | كين فيلاسكيز      | ضربة فنية قاضية (باللكمات)           | يو إف سي 160                                     | 25 مايو 2013   | 1      | 1:21  | لاس فيغاس، نيفادا، الولايات المتحدة          | على لقب بطولة يو إف سي للوزن الثقيل.                                                                                   |
| فاز     | 18–4      | أليستير أوفيريم   | ضربة قاضية (باللكمات)                | يو إف سي 156                                     | 2 فبراير 2013  | 3      | 0:25  | لاس فيغاس، نيفادا، الولايات المتحدة          | أفضل ضربة قاضية في الليلة.                                                                                             |
| فاز     | 17–4      | ترافيس براون      | ضربة فنية قاضية (باللكمات)           | يو إف سي على إف إكس: براون ضد بيغ فوت            | 5 أكتوبر 2012  | 1      | 3:27  | مينابوليس، مينيسوتا، الولايات المتحدة        | |
| خسر     | 16–4      | كين فيلاسكيز      | ضربة فنية قاضية (باللكمات)           | يو إف سي 146                                     | 26 مايو 2012   | 1      | 3:36  | لاس فيغاس، نيفادا، الولايات المتحدة          | |
| خسر     | 16–3      | دانيال كورميي     | ضربة قاضية (باللكمات)                | سترايك فورس: بارنيت ضد خاريتونوف                 | 10 سبتمبر 2011 | 1      | 3:56  | سينسيناتي، أوهايو، الولايات المتحدة          | نصف نهائي بطولة جائزة سترايك فورس الكبرى للوزن الثقيل                                                                  |
| فاز     | 16–2      | فيدور إميليانينكو | ضربة فنية قاضية (إيقاف الطبيب)       | سترايك فورس: فيدور ضد سيلفا                      | 12 فبراير 2011 | 2      | 5:00  | شرق راذرفورد، نيوجيرسي، الولايات المتحدة     | ربع نهائي بطولة جائزة سترايك فورس الكبرى للوزن الثقيل                                                                  |
| فاز     | 15–2      | مايك كايل         | ضربة فنية قاضية (باللكمات)           | سترايك فورس: هندرسون ضد بابالو الثاني            | 4 ديسمبر 2010  | 2      | 2:49  | هوفمان استيتس، إلينوي، الولايات المتحدة      | |
| فاز     | 14–2      | أندراي أرلوفسكي   | قرار القضاة (بالإجماع)               | سترايك فورس: المدفعية الثقيلة                    | 15 مايو 2010   | 3      | 5:00  | سانت لويس، ميزوري، الولايات المتحدة          | |
| خسر     | 13–2      | فابريسيو ويردوم   | قرار القضاة (بالإجماع)               | سترايك فورس: فيدور ضد روجرز                      | 7 نوفمبر 2009  | 3      | 5:00  | هوفمان استيتس، إلينوي، الولايات المتحدة      | |
| فاز     | 13–1      | جيم يورك          | إخضاع (خنق مثلث الذراع)              | سينجوكو 10                                       | 23 سبتمبر 2009 | 1      | 3:51  | سايتاما، اليابان                             | |
| فاز     | 12–1      | يوشيهيرو ناكاو    | ضربة فنية قاضية (إصابة الركبة)       | طريق النصر العالمي يقدم: سينجوكو نو ران 2009     | 4 يناير 2009   | 1      | 1:42  | سايتاما، اليابان                             | |
| فاز     | 11–1      | جاستن إيلرز       | ضربة فنية قاضية (بالركبتين واللكمات) | إيليت إكس سي: عمل غير مكتمل                      | 26 يوليو 2008  | 2      | 0:19  | ستوكتون، كاليفورنيا، الولايات المتحدة        | فاز بلقب بطولة إيليت إكس سي للوزن الثقيل. تم اختباره إيجابيًا للبولدينون بعد النزال.                                    |
| فاز     | 10–1      | ريكو رودريغيز     | قرار القضاة (بالانقسام)              | إيليت إكس سي: معتمد في الشارع                    | 16 فبراير 2008 | 3      | 5:00  | ميامي، فلوريدا، الولايات المتحدة             | |
| فاز     | 9–1       | جوناثان ويزوريك   | إخضاع (خنق خلفي عاري)                | إيليت إكس سي: المتمرد                            | 10 نوفمبر 2007 | 1      | 3:12  | كوربوس كريستي، تكساس، الولايات المتحدة       | |
| فاز     | 8–1       | ويسلي كوريرا      | ضربة فنية قاضية (باللكمات)           | إيليت إكس سي: القدر                              | 10 فبراير 2007 | 1      | 3:49  | ساوثهافن، مسيسيبي، الولايات المتحدة          | |
| خسر     | 7–1       | إريك بيليه        | ضربة فنية قاضية (باللكمات)           | بودوج فايت: الولايات المتحدة الأمريكية ضد روسيا  | 2 ديسمبر 2006  | 1      | 2:40  | فانكوفر، كولومبيا البريطانية، كندا           | |
| فاز     | 7–0       | جورجي كايسينوف    | ضربة قاضية (بلكمة)                   | البطل 7                                          | 9 أكتوبر 2006  | 1      | 1:08  | يوكوهاما، اليابان                            | |
| فاز     | 6–0       | توم إريكسون       | ضربة فنية قاضية (باللكمات)           | البطل 5                                          | 3 مايو 2006    | 1      | 2:49  | طوكيو، اليابان                               | |
| فاز     | 5–0       | تاداس ريمكيفيسيوس | ضربة فنية قاضية (باللكمات)           | سي دبليو إف سي: سترايك فورس 5                    | 25 مارس 2006   | 1      | 3:22  | كوفنتري، إنجلترا                             | دافع عن لقب بطولة محاربو القفص للوزن الثقيل.                                                                           |
| فاز     | 4–0       | روبين فياريال     | ضربة فنية قاضية (باللكمات)           | سي دبليو إف سي: سترايك فورس 4                    | 26 نوفمبر 2005 | 1      | 3:07  | كوفنتري، إنجلترا                             | فاز بلقب بطولة محاربو القفص للوزن الثقيل الافتتاحي.                                                                    |
| فاز     | 3–0       | رافائيل كارينو    | ضربة فنية قاضية (إيقاف الزاوية)      | قفص الغضب 12                                     | 2 يوليو 2005   | 1      | 2:55  | لندن، إنجلترا                                | فاز بلقب بطولة قفص الغضب للوزن الثقيل.                                                                                 |
| فاز     | 2–0       | ماركوس تشيندا     | ضربة فنية قاضية (خضوع للكمات)        | سي دبليو إف سي: سترايك فورس                      | 21 مايو 2005   | 1      | 3:03  | كوفنتري، إنجلترا                             | |
| فاز     | 1–0       | تينجيز تيدورادزي  | ضربة فنية قاضية (باللكمات)           | يو كي إم إم إيه سي 10: معركة شرسة                | 6 مارس 2005    | 1      | 0:48  | كولشيستر، إنجلترا                            | |

## نزالات الدفع مقابل المشاهدة
| #  | الحدث        | القتال                | التاريخ      | المكان                     | المدينة                             | المبلغ  |
| -- | ------------ | --------------------- | ------------ | -------------------------- | ----------------------------------- | ------- |
| 1. | يو إف سي 160 | فيلاسكيز ضد بيغ فوت 2 | 25 مايو 2013 | إم جي إم جراند جاردن أرينا | لاس فيغاس، نيفادا، الولايات المتحدة | 380,000 |

## سجل الكيك بوكسينغ
| سجل الكيك بوكسينغ                           | سجل الكيك بوكسينغ | سجل الكيك بوكسينغ | سجل الكيك بوكسينغ    | سجل الكيك بوكسينغ | سجل الكيك بوكسينغ             | سجل الكيك بوكسينغ | سجل الكيك بوكسينغ | سجل الكيك بوكسينغ |
| ------------------------------------------- | ----------------- | ----------------- | -------------------- | ----------------- | ----------------------------- | ----------------- | ----------------- | ----------------- |
| 0 فوز و 2 خسارة                             |                   |                   |                      |                   |                               |                   |                   |                   |
| التاريخ                                     | النتيجة           | الخصم             | الحدث                | المكان            | الطريقة                       | الجولة            | الوقت             | السجل             |
| 2022-09-10                                  | خسر               | زابيت صاميدوف     | بطولة القتال المختلط | باكو، أذربيجان    | ضربة فنية قاضية (إيقاف الحكم) | 1                 | 2:18              | 0–2               |
| 2017-10-14                                  | خسر               | ريكو فيرهويفين    | غلوري 46: الصين      | غوانجو، الصين     | ضربة فنية قاضية (إيقاف الحكم) | 2                 | 0:43              | 0–1               |
| مفاتيح: فوز خسارة تعادل/بدون فائز الملاحظات |                   |                   |                      |                   |                               |                   |                   |                   |

## سجل الملاكمة الاحترافية
| 1 نزال       | 0 فوز | 1 خسارة |
| ------------ | ----- | ------- |
| ضربة القاضية | 0     | 1       |

| # | النتيجة | السجل | الخصم             | النوع | الجولة، الوقت | التاريخ      | الموقع       | الملاحظات |
| - | ------- | ----- | ----------------- | ----- | ------------- | ------------ | ------------ | --------- |
| 1 | خسر     | 0–1   | فياتشيسلاف داتسيك | ض.ف.ق | 2 (4), 0:44   | 8 يوليو 2022 | موسكو، روسيا |           |

## سجل الملاكمة عارية الأيادي
| السجل المهني |       |         |
| 1 نزال       | 0 فوز | 1 خسارة |
| ضربة قاضية   | 0     | 1       |

| النتيجة | السجل | الخصم         | الطريقة               | الحدث             | التاريخ        | الجولة | الوقت | المكان                           | الملاحظات |
| ------- | ----- | ------------- | --------------------- | ----------------- | -------------- | ------ | ----- | -------------------------------- | --------- |
| خسر     | 0–1   | جبريل غونزاغا | ضربة قاضية (باللكمات) | Bare Knuckle FC 8 | 19 أكتوبر 2019 | 2      | 1:50  | تامبا، فلوريدا، الولايات المتحدة |           |

## وصلات خارجية
- أنطونيو سيلفا على موقع يو إف سي (الإنجليزية)
- أنطونيو سيلفا على موقع شيردوغ (الإنجليزية)
- أنطونيو سيلفا على موقع Tapology.com (الإنجليزية)
- أنطونيو سيلفا على موقع IMDb (الإنجليزية)
- أنطونيو سيلفا على موقع قاعدة بيانات الفيلم (الإنجليزية)

| الإنجازات                                         | الإنجازات                                                         | الإنجازات |
| ------------------------------------------------- | ----------------------------------------------------------------- | --------- |
| لقب جديد                                          | بطل إليت إكس سي للوزن الثقيل الأول 26 يوليو 2008 – 20 أكتوبر 2008 | الحالي    |
| لقب جديد                                          | بطل قفص المحاربين للوزن الثقيل الأول 26 نوفمبر 2005 – حتى الآن    | الحالي    |
| شاغرآخر من حمل اللقب يان فريمان (فنان قتال مختلط) | بطل قفص الغضب للوزن الثقيل الثالث 2 يوليو 2005 – 20 أكتوبر 2008   | الحالي    |